# Kirchenbezirk Badischer Enzkreis

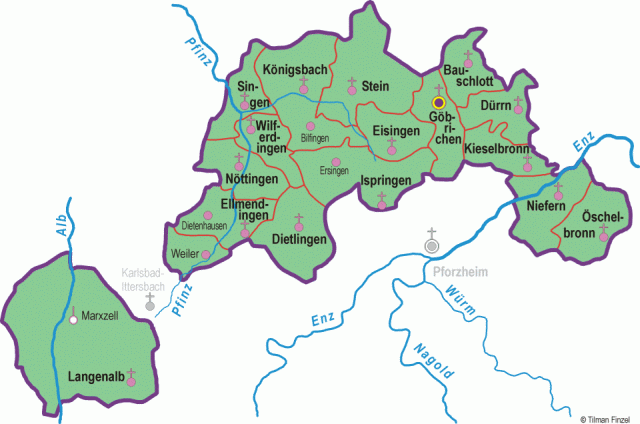
Die Karte des Badischen Enzkreises

Der Evangelische Kirchenbezirk Badischer Enzkreis (bis 14. Februar 2020 Pforzheim-Land (auch Evangelisches Dekanat Badischer Enzkreis)) ist einer von 24 Kirchenbezirken bzw. Dekanaten der Evangelischen Landeskirche in Baden. Er gehört zum Kirchenkreis Nordbaden. Der Dekanatssitz befindet sich in Göbrichen, einem Ortsteil von Neulingen im Enzkreis in Baden-Württemberg. Dem Kirchenbezirk gehören (Stand Februar 2024) 16 Kirchengemeinden mit 31.400 evangelischen Christen an.
Unter den 24 Dekanaten in der Evangelischen Landeskirche Baden hat er den höchsten evangelischen Bevölkerungsanteil.

## Geographie
Der Kirchenbezirk liegt im badischen Teil des Enzkreises nördlich von Pforzheim und erstreckt sich von Langenalb im Südwesten über Bauschlott im Norden bis nach Öschelbronn im Osten. Das Gebiet wird von den Flüssen Alb, Pfinz und Enz durchquert. Der Kirchenbezirk grenzt im Westen an den badischen Kirchenbezirk Karlsruhe-Land und an den württembergischen Kirchenbezirk Neuenbürg, im Norden an den badischen Kirchenbezirk Bretten und Bruchsal, im Osten an den württembergischen Kirchenbezirk Mühlacker und im Süden an den badischen Kirchenbezirk Pforzheim-Stadt.

## Geschichte
Das Gebiet des Kirchenbezirks gehörte zum Kernland der Markgrafschaft Baden-Durlach und war somit seit der Reformation im Jahr 1556 evangelisch geprägt. Nur die Kämpfelbacher Ortsteile Ersingen und Bilfingen unterstanden seit 1631 dem Kloster Frauenalb und waren katholisch. 
Im Rahmen der Neugliederung des evangelischen Kirchenwesens im Großherzogtum Baden wurden 1810 als zwei von zunächst 35 Dekanaten die Dekanate Stadt Pforzheim und Land Pforzheim gegründet, die aber bald schon wieder vereinigt wurden. 1909 wurde der Kirchenbezirk wieder getrennt in die Kirchenbezirke Pforzheim-Stadt und Pforzheim-Land.

## Kirchengemeinden
Der Kirchenbezirk Badischer Enzkreis gliedert sich in die folgenden 16 Kirchengemeinden: 
- Bauschlott (Evangelische Kirche (Bauschlott))
- Dietlingen
- Dürrn (Evangelische Kirche (Dürrn))
- Eisingen
- Ellmendingen (St. Barbara (Ellmendingen))
- Göbrichen (St. Ulrich (Göbrichen))
- Ispringen (Evangelische Kirche (Ispringen))
- Kieselbronn (Stephanuskirche (Kieselbronn))
- Königsbach (Evangelische Kirche (Königsbach))
- Langenalb-Marxzell
- Niefern
- Nöttingen
- Öschelbronn
- Singen
- Stein (Stephanuskirche (Stein))
- Weiler
- Wilferdingen.[5]

## Einrichtungen
Der Kirchenbezirk unterstützt die Gemeinden und macht übergemeindliche Angebote. Dazu unterhält er unter anderem:
- ein Jugendwerk  zur Heranbildung von Jugendleitern, Fortbildung für die Mitarbeiter, Freizeiten für Kinder und Jugendliche (gemeinsam mit dem Kirchenbezirk Pforzheim-Stadt),
- ein Bezirkskantorat, das die Kirchenmusik und musikalischen Veranstaltungen in den Gemeinden fördert, Orgel- und Kantorenausbildung anbietet
- eine Bezirksposaunenarbeit
- eine Erwachsenenbildung
- ein Schuldekanat
- Zusammen mit den württembergischen Kirchenbezirken Neuenbürg und Mühlacker das Diakonische Werk der Evangelischen Kirchenbezirke im Enzkreis[6]

## Zahlen und Fakten
- 19 Kindertageseinrichtungen mit 68 Gruppen. Hier werden 1.300 Kindergartenkinder von 110 Fachkräften betreut
- 1.700 Kinder und Jugendliche besuchen wöchentlich die Jugendarbeit
- 4.300  Schüler erhalten Religionsunterricht
- 1.200 Frauen und Männer werden täglich von  Diakoniestationen betreut
- 360 Personen erhalten intensive Betreuung durch das Diakonische Werk
- 1.600 Kinder werden Tag für Tag in den kirchlichen Kindergärten betreut und gefördert
- 20.000 Besucher zählen jedes Jahr die Weihnachtsgottesdienste
- 4.000 Personen besuchen durchschnittlich an jedem Sonntagmorgen die Gottesdienste